# From Wishes to Eternity
 From Wishes to Eternity — Live — концертний DVD/VHS/CD симфо — павер метал квінтета Nightwish. Був записаний в Тампере, Фінляндії 29 грудня 2000 року. На CD було лімітоване видання в 10000 копій і був доступний тільки у Фінляндії. Пізніше в 2005 році, Spinefarm випустили його для Європи. У доповненні до поданого матеріалу, гурт виконав попурі «Crimson Tide, Deep Blue Sea».
1 березня 2004 рік Drakkar випускає реліз на SACD, гібридний диск, який можна було програвати, як на нормальних CD-плеєрах, так і на SACD — плеєрах для отримання максимальної якості. Інструментальна композиції «Crimson Tide / Deep Blue Sea» і «FantasMic» були прибрані з Треклист для видання концерту на диску. Пізніше в 2004 році SACD версія одержала статус золотого диска в Фінляндії і було розпродано більш ніж 20000.

## Зміст

### Список композицій
1. «The Kinslayer»
2. «She Is My Sin»
3. «Deep Silent Complete»
4. «The Pharaoh Sails to Orion»
5. «Come Cover Me»
6. «Wanderlust»
7. «Instrumental (Crimson Tide/Deep Blue Sea)»
8. «Swanheart»
9. «Elvenpath»
10. «FantasMic (Part 3)»
11. «Dead Boy's Poem»
12. «Sacrament of Wilderness»
13. «Walking in the Air»
14. «Beauty & the Beast»
15. «Wishmaster»

### Бонусний матеріал
На DVD також були включені:
- Два офіційних відеокліпа («The Carpenter» та «Sleeping Sun»)
- Два концертних відео («The Kinslayer» та "Walking in the Air)
- Видалені сцени
- Інтерв'ю с Тар'єю та Туомасом

## Учасники запису
- Тар'я Турунен — вокал
- Туомас Холопайнен — клавішні
- Ерно Вуорінен — лідер-гітара
- Юкка Невалайнен — ударні
- Самі Вянскя — бас-гітара
- Тапіо Вільска — чоловічий вокал (трек № 4)
- Тоні Какко — чоловічий вокал (трек № 14)